# Ivan Hlinka Memorial Tournament
Das Ivan Hlinka Memorial Tournament (deutsch Ivan-Hlinka-Gedächtnisturnier) ist ein seit 1991 jährlich im August unter verschiedenen Namen veranstaltetes Eishockeyturnier für U18-Nationalmannschaften. Seit 2006 trägt es den Namen des 2004 verstorbenen, mehrfachen Weltmeisters Ivan Hlinka, bevor im Jahre 2018 der Name von Wayne Gretzky hinzukam und die Veranstaltung seither als Hlinka Gretzky Cup firmiert. Die mit Abstand meisten Turniersiege errang Kanada.
Das Turnier wird von der Internationalen Eishockey-Föderation nicht sanktioniert, die stattdessen alljährlich im April die Eishockey-Weltmeisterschaft der U18-Junioren ausrichtet. Dennoch gilt das Ivan Hlinka Memorial Tournament als bedeutende Veranstaltung im Junioren-Eishockey.

## Geschichte
| Jahr      | Turniername                     |
| 1991      | Phoenix Cup                     |
| 1992–1993 | Pacific Cup                     |
| 1994      | La Copa Mexico                  |
| 1995–1996 | Pacific Cup                     |
| 1997–2006 | Nations Cup                     |
| seit 2006 | Ivan Hlinka Memorial Tournament |
| 2018–2022 | Hlinka Gretzky Cup              |

Beginnend im Jahr 1991 wurde der Wettbewerb in den ersten fünf Jahren viermal in Japan veranstaltet. Die erste Austragung fand unter dem Namen Phoenix Cup statt, anschließend entschied sich die Turnierdirektion für den Namen Pacific Cup. Eine Ausnahme bildete das Jahr 1994, als das Turnier in Mexiko stattfand und unter dem Namen La Copa Mexico firmierte. 1996 wurden die Medaillen zum ersten und einzigen Mal in Kanada ausgespielt.
Ab 1997 begannen Tschechien und die Slowakei für die folgenden fünf Jahre das Turnier, das nun Nations Cup hieß, im gegenseitigen Wechsel auszutragen. Des Weiteren wuchs es von drei auf acht Teilnehmernationen an. Im Jahr 2002 begannen die beiden Austragungsländer sich die Austragungen jeweils zu teilen. Auf tschechischer Seite dienten Břeclav und Hodonín als Spielort, in der Slowakei Piešťany. Den jetzigen Namen Ivan Hlinka Memorial Tournament adaptierten die Organisatoren im Jahr 2006, zwei Jahre nach dem Tod der tschechischen Eishockeylegende Ivan Hlinka.
Historisch gesehen wird das Turnier deutlich von Kanada dominiert, das 21 der 27 Austragungen gewann und nur dreimal nicht in den Medaillenrängen landete. Das Turnier genießt dort einen besonders hohen Stellenwert, da die eigentliche U18-Weltmeisterschaft im April mit den Play-offs der Ligen der Canadian Hockey League kollidiert. Somit kann der kanadische Eishockeyverband Hockey Canada nur im August seine besten U18-Spieler einsetzen.
Im Januar 2018 wurde bekannt, dass das Turnier bis 2022 unter dem Namen Hlinka Gretzky Cup ausgetragen werden und der Austragungsort in diesem Zeitraum jährlich zwischen Kanada und Tschechien wechseln soll.

## Siegerliste
| Jahr | Gold                                       | Silber                                     | Bronze                                     | Austragungsort(e)                          |
| ---- | ------------------------------------------ | ------------------------------------------ | ------------------------------------------ | ------------------------------------------ |
| 1991 | UdSSR                                      | Kanada                                     | USA                                        | Sapporo, Yokohama                          |
| 1992 | Kanada                                     | Russland                                   | Japan                                      | Tokio                                      |
| 1993 | Russland                                   | USA                                        | Kanada                                     | Yokohama                                   |
| 1994 | Kanada                                     | USA                                        | Russland                                   | Mexiko-Stadt                               |
| 1995 | Russland                                   | Kanada                                     | USA                                        | Yokohama                                   |
| 1996 | Kanada                                     | USA                                        | Finnland                                   | Nelson & Castlegar, beide British Columbia |
| 1997 | Kanada                                     | Tschechien                                 | Slowakei                                   | Jihlava, Žďár nad Sázavou, Znojmo          |
| 1998 | Kanada                                     | Tschechien                                 | Slowakei                                   | Bratislava                                 |
| 1999 | Kanada                                     | USA                                        | Tschechien                                 | Havlíčkův Brod, Třebíč, Znojmo             |
| 2000 | Kanada                                     | USA                                        | Tschechien                                 | Kežmarok                                   |
| 2001 | Kanada                                     | Tschechien                                 | Russland                                   | Kolín, Mladá Boleslav, Nymburk             |
| 2002 | Kanada                                     | Tschechien                                 | Russland                                   | Břeclav, Piešťany                          |
| 2003 | USA                                        | Russland                                   | Tschechien                                 | Břeclav, Piešťany                          |
| 2004 | Kanada                                     | Tschechien                                 | Schweden                                   | Břeclav, Hodonín, Piešťany                 |
| 2005 | Kanada                                     | Tschechien                                 | Finnland                                   | Břeclav, Piešťany                          |
| 2006 | Kanada                                     | USA                                        | Russland                                   | Břeclav, Piešťany                          |
| 2007 | Schweden                                   | Finnland                                   | Russland                                   | Hodonín, Piešťany                          |
| 2008 | Kanada                                     | Russland                                   | Schweden                                   | Hodonín, Piešťany                          |
| 2009 | Kanada                                     | Russland                                   | Schweden                                   | Břeclav, Hodonín, Piešťany                 |
| 2010 | Kanada                                     | USA                                        | Schweden                                   | Břeclav, Piešťany                          |
| 2011 | Kanada                                     | Schweden                                   | Russland                                   | Břeclav, Piešťany                          |
| 2012 | Kanada                                     | Finnland                                   | Schweden                                   | Břeclav, Piešťany                          |
| 2013 | Kanada                                     | USA                                        | Tschechien                                 | Břeclav, Piešťany                          |
| 2014 | Kanada                                     | Tschechien                                 | USA                                        | Břeclav, Piešťany                          |
| 2015 | Kanada                                     | Schweden                                   | Russland                                   | Břeclav, Bratislava                        |
| 2016 | Tschechien                                 | USA                                        | Russland                                   | Břeclav, Bratislava                        |
| 2017 | Kanada                                     | Tschechien                                 | Schweden                                   | Břeclav, Bratislava                        |
| 2018 | Kanada                                     | Schweden                                   | Russland                                   | Edmonton & Red Deer, beide Alberta         |
| 2019 | Russland                                   | Kanada                                     | Schweden                                   | Břeclav, Piešťany                          |
| 2020 | aufgrund der Coronavirus-Pandemie abgesagt | aufgrund der Coronavirus-Pandemie abgesagt | aufgrund der Coronavirus-Pandemie abgesagt | aufgrund der Coronavirus-Pandemie abgesagt |
| 2021 | Russland                                   | Slowakei                                   | Schweden                                   | Břeclav, Piešťany                          |
| 2022 | Kanada                                     | Schweden                                   | Finnland                                   | Red Deer, Alberta                          |
| 2023 | Kanada                                     | Tschechien                                 | USA                                        | Břeclav, Trencin                           |
| 2024 | Kanada                                     | Tschechien                                 | Schweden                                   | Edmonton, Alberta                          |

## Medaillenspiegel
| Rang | Mannschaft           | Gold | Silber | Bronze | Gesamt |
| ---- | -------------------- | ---- | ------ | ------ | ------ |
| 1    | Kanada               | 22   | 3      | 1      | 26     |
| 2    | Russland Sowjetunion | 5    | 4      | 9      | 18     |
| 3    | USA                  | 1    | 9      | 3      | 13     |
| 4    | Tschechien           | 1    | 8      | 4      | 13     |
| 5    | Schweden             | 1    | 3      | 8      | 12     |
| 6    | Finnland             | 0    | 2      | 2      | 4      |
| 7    | Slowakei             | 0    | 1      | 2      | 3      |
| 8    | Japan                | 0    | 0      | 1      | 1      |